# Giulia Salemi
Giulia Salemi (Piacenza, 1º aprile 1993) è una conduttrice televisiva e modella italiana.

## Biografia
Nata nel 1993 a Piacenza da madre iraniana, Fariba Tehrani, estetista, e da padre italiano, Mario Salemi, poliziotto, originario di Agrigento, Giulia ha studiato presso il liceo delle scienze umane ed ha frequentato la facoltà di economia presso l'Università Cattolica del Sacro Cuore, nella sede di Piacenza, lavorando anche nella gestione del centro estetico di sua madre; un anno dopo ha deciso di abbandonare gli studi.

### Carriera
La sua prima partecipazione televisiva, è avvenuta nel 2012 quando ha partecipato alla quarta edizione del programma televisivo Veline. L'anno successivo ha firmato, a settembre, per l'agenzia di moda di Milano The Fashion Model Management, poi ha partecipato, come concorrente, vincendolo, al reality show andato in onda su La5 Sweet Sardinia, in coppia con il fidanzato di allora Luca Bergamaschi.
Il 14 settembre 2014 ha partecipato alla finale di Miss Italia, dove si è classificata al terzo posto ed ha ottenuto le fasce nazionali di Miss Sport Lotto e Miss TV Sorrisi e Canzoni. Nel febbraio del 2015 ha preso parte al cast di Leyton Orient, talent show calcistico in onda su Agon Channel, con la conduzione di Simona Ventura. Nello stesso anno ha partecipato, come concorrente, in coppia con la madre Fariba alla quarta edizione di Pechino Express, classificandosi al terzo posto, e a settembre è passata all'agenzia NEXT Management.
Nelle stagioni televisive 2016-2017 e 2017-2018 ha partecipato, come opinionista, nel programma Sbandati, condotto da Gigi e Ross su Rai 2. Per la stessa rete, è stata protagonista, assieme a Giancarlo Magalli, della puntata di Milano-Roma - In viaggio con i Gialappa's, trasmessa il 14 novembre 2016. Nello stesso anno ha sfilato durante il Festival del Cinema di Venezia, suscitando clamore mediatico a causa dello spacco del vestito e dell'apparente assenza di intimo. Ha fatto il suo debutto come conduttrice televisiva, insieme a Stefano Corti e Alessandro Onnis, con il programma televisivo Ridiculousness Italia, in onda su MTV Italia.
Nel 2018 ha partecipato, come concorrente, alla terza edizione del Grande Fratello VIP con la conduzione di Ilary Blasi, venendo poi eliminata in semifinale; è tornata a parteciparvi da novembre 2020 a febbraio 2021 nella quinta edizione, con la conduzione di Alfonso Signorini, venendo eliminata nel corso della puntata del 19 febbraio 2021.
Nel 2019 ha partecipato, come concorrente, al programma di Italia 1 Giù in 60 secondi - Adrenalina ad alta quota; inoltre ha partecipato come giurata nell'ottantesima edizione del concorso Miss Italia, trasmessa da Rai 1 il 6 settembre.
Ad inizio 2020 ha condotto, insieme a Tommaso Zorzi, Adoro!, talk show su La pupa e il secchione e viceversa, trasmesso in streaming su Mediaset Play prima di ogni puntata del reality. Nell'autunno dello stesso anno ha condotto il programma Disconnessi On the Road, insieme a Paolo Ciavarro e Paola Di Benedetto, in onda in seconda serata su Italia 1. Sempre nel 2020 ha pubblicato il suo primo libro edito da Mondadori Agli uomini ho sempre preferito il cioccolato.
A marzo 2021 ha lanciato la sua prima linea di costumi in collaborazione con SMMR beachwear. Dal 16 aprile al 21 maggio 2021 ha condotto sulla piattaforma streaming Mediaset Infinity il programma Salotto Salemi. Nello stesso anno ha partecipato alle videoclip dei singoli In un'ora di Shade e L'estate più calda di Pierpaolo Pretelli. Sempre nel 2021 è stata vittima dello scherzo in diretta nella seconda puntata della quindicesima edizione del programma Scherzi a parte, in onda su Canale 5, con la conduzione di Enrico Papi. Sempre nel corso del 2021 è stata scelta come testimonial per il biennio 2021-2022 del marchio Primadonna, e come ambassador di Breil insieme a Lodovica Comello, Filippo Magnini, Ignazio Moser, Leonardo Bonucci e Rosa Perrotta.
Dal 13 settembre 2021 al 14 marzo 2022 ha condotto, insieme a Gaia Zorzi, il GF VIP Party sulla piattaforma Mediaset Infinity. Nel dicembre 2021 ha condotto Artisti del panettone, cooking show in onda su Sky Uno e in chiaro su TV8. Nel 2022 ha partecipato alla prima edizione del programma Back to School, in onda su Italia 1 con la conduzione di Nicola Savino. Nello stesso anno ha partecipato, come concorrente, al programma di Nove Stand Up! Comici in prova ed ha preso parte alla seconda puntata della terza edizione di Big Show, intitolata Big Show - Enrico Papi, in onda su Canale 5 con la conduzione di Enrico Papi. Sempre nel 2022 ha partecipato, come concorrente, ai programmi di TV8, come nella prima edizione, di Alessandro Borghese - Celebrity Chef con la conduzione di Alessandro Borghese e in Name That Tune - Indovina la canzone con la conduzione di Ciro Priello e Fabio Balsamo.
Durante la settimana del Festival di Sanremo 2022 ha fatto il suo debutto ufficiale nel mondo radiofonico su Radio Kiss Kiss, nel ruolo di inviata speciale per il programma Sanremo 2022 Limited Edition; sempre su Radio Kiss Kiss, durante le ultime due giornate della kermesse sanremese conduce anche Il Festival del Festival, assieme a Pippo Pelo e Gigi e Ross.
A giugno 2022 nel corso di un'intervista con Casa Chi, ha annunciato che la seconda stagione del format Salotto Salemi, ideato e condotto da lei stessa, è stato rinnovato e andrà in onda a partire da settembre anche in chiaro su La5. Dal 21 al 30 luglio 2022 ha condotto, insieme a Nicolò De Devitiis, il Giffoni Film Festival, nel corso del quale si alternano sul palco artisti, come Francesco Gabbani, Fasma, Dargen D'Amico, Mara Sattei, The Kolors, Shade e molti altri.
Dal 19 settembre 2022 al 3 aprile 2023 ha ricoperto il ruolo di inviata dei social nello studio della settima edizione del Grande Fratello VIP. Ha poi condotto la seconda edizione di Salotto Salemi, in onda in seconda serata su La5, e nel mese di ottobre ha iniziato a lavorare come speaker radiofonica per R101. A gennaio 2023 è stata promossa, insieme a Marco Santini, a condurre Good Times, programma radiofonico di R101, in onda dal lunedì al venerdì dalle 14:00 alle 17:00. Durante la settimana del Festival di Sanremo 2023 ne è stata l'inviata radiofonica, intervistando dalla città ligure tutti i cantanti in gara.
Il 5 aprile 2023 ha partecipato, come concorrente, al game show 100% Italia Special, spin off del game show 100% Italia, in onda su TV8 con la conduzione di Nicola Savino. L'11 giugno dello stesso anno ha condotto, insieme alla Gialappa's Band e a Mago Forest, la quarta puntata del programma in onda su TV8 GialappaShow.
A settembre 2023 è stato annunciato il suo ritorno in Rai, dove è stata ospite fissa, nelle puntate del sabato, del programma La vita in diretta, in onda su Rai 1 con la conduzione di Alberto Matano. Nei mesi successivi ha avuto modo di partecipare a vari programmi di Rai 2, fra cui Fake Show - Diffidate delle imitazioni, Boomerissima e Liberi tutti!. Dal 22 novembre 2023 al 17 gennaio 2024, insieme a Pierpaolo Pretelli, ha condotto per la prima volta la quinta edizione del reality di Paramount+ Ex on the Beach Italia.
A gennaio 2024 è stata annunciata come conduttrice principale del team di TV Sorrisi e Canzoni in occasione del Festival di Sanremo. Grazie a questo ruolo ha anche modo di intervistare tutti i big in gara sin dal servizio fotografico della copertina del magazine che avviene come da tradizione al Casinò di Sanremo nel mese di dicembre. Nel 2024 è stata testimonial per lo spot pubblicitario di Morellato. Nello stesso anno ha condotto il suo primo podcast Non lo faccio x moda.
Nel marzo 2025 ha ripreso la conduzione della seconda edizione del suo podcast Non lo faccio x moda. Ad aprile ha condotto i "Webboh Awards", insieme alla cantautrice BigMama. Da giugno dello stesso anno conduce, dal lunedì al venerdì, in access prime time, insieme ad Amadeus, il programma The Cage - Prendi e scappa sul Nove.

## Vita privata
Nel 2013 è stata legata sentimentalmente a Luca Bergamaschi, con cui aveva partecipato a Sweet Sardinia.
Da ottobre 2018 a luglio 2019 ha frequentato il modello Francesco Monte, conosciuto durante la sua partecipazione alla terza edizione del Grande Fratello VIP.
Da dicembre 2020 è legata sentimentalmente al modello ed ex velino di Striscia la notizia Pierpaolo Pretelli, conosciuto sempre all'interno della casa del Grande Fratello VIP nel corso della quinta edizione e dal quale ha avuto un figlio di nome Kian che è nato il 10 gennaio 2025.

## Programmi televisivi
- Veline 4 (Canale 5, 2012) – concorrente
- Sweet Sardinia (La5, 2013) – concorrente
- Miss Italia (LA7, 2014) – concorrente, terza classificata
- Leyton Orient (Agon Channel, 2015) – valletta
- Pechino Express - Il Nuovo Mondo (Rai 2, 2015) – concorrente, terza classificata
- Sbandati (Rai 2, 2016-2018) – opinionista
- Milano-Roma - In viaggio con i Gialappa's (Rai 2, 2016) – co-conduttrice
- Ridiculousness Italia (MTV, 2017) – co-conduttrice
- MTV Awards (MTV, 2017) – co-conduttrice
- Grande Fratello VIP 3 (Canale 5, 2018) – concorrente
- Giù in 60 secondi - Adrenalina ad alta quota (Italia 1, 2019) – concorrente
- Miss Italia (Rai 1, 2019) – giurata
- Disconnessi on the Road (Italia 1, 2020) – co-conduttrice
- Grande Fratello VIP 5 (Canale 5, 2020-2021) – concorrente
- Scherzi a parte 15 (Canale 5, 2021) – vittima
- Artisti del panettone (Sky Uno, 2021) – conduttrice
- Back to School 1 (Italia 1, 2022) – concorrente
- Stand Up! Comici in prova (Nove, 2022) – concorrente
- Big Show - Enrico Papi (Canale 5, 2022) – guest star
- Alessandro Borghese - Celebrity Chef 1 (TV8, 2022) – concorrente
- Name That Tune - Indovina la canzone (TV8, 2022) – concorrente
- 52° Giffoni Film Festival (Italia 1, 2022) – conduttrice
- Salotto Salemi (La5, 2022) – conduttrice
- Grande Fratello VIP 7 (Canale 5, 2022-2023) – inviata social
- 100% Italia Special (TV8, 2023) – concorrente
- GialappaShow (TV8, 2023) – co-conduttrice
- Ex on the Beach Italia (Paramount+, 2023-2024) – conduttrice
- MTV Cribs Italia (Paramount+, dal 2025) – conduttrice e voce narrante
- The Cage - Prendi e scappa (Nove, dal 2025) – valletta

## Web TV

### Programmi
- Adoro! (Mediaset Play, 2020) – co-conduttrice
- Salotto Salemi (Mediaset Infinity, 2021) – conduttrice
- GF VIP Party (Mediaset Infinity, 2021-2022) – co-conduttrice
- Miss Italia (MissItalia.it, 2023) – giurata

### Podcast
- Non lo faccio x moda (dal 2024) – conduttrice

## Radio
- Sanremo 2022 Limited Edition (Radio Kiss Kiss, 2022) – co-conduttrice
- Enjoy the Weekend (R101, 2022) – conduttrice
- Good Times (R101, 2023) – conduttrice
- Oltre il Festival (R101, 2023) – conduttrice

## Filmografia

### Attrice

#### Cinema
- La verità, vi spiego, sull'amore, regia di Max Croci (2017)

#### Televisione
- Prisma, episodio 2x04 (2024) – nel ruolo di se stessa

#### Videoclip
- L'importante di Boomdabash, feat. Otto Ohm (2014)
- Dress Code de Il Pagante (2018)
- In un'ora di Shade (2021)
- L'estate più calda di Pierpaolo Pretelli, feat. Giorgina (2021)
- Popolare di Michele Bravi e Mida (2025)

## Spot pubblicitari
- Primadonna (2023)
- Morellato (2024)
- Colgate (2024)

## Opere
- Giulia Salemi, Agli uomini ho sempre preferito il cioccolato, Arnoldo Mondadori Editore, 2020, ISBN 978-88-918-2902-3.